# Mister Mandarino/Limericks
Mister Mandarino/Limericks è il sesto singolo dei Matia Bazar, pubblicato nel 1978.

## Il disco
Raggiunge la 13ª posizione nella classifica delle vendite dei singoli italiani del 1978.
È stato realizzato con due copertine diverse.

## Mister Mandarino
Mai incluso in album ufficiali e inserito solo in alcune raccolte: Stasera che sera (1987) e Tutto il mondo dei Matia Bazar (1992), rimasterizzato in Tutto il meglio dei Matia Bazar (1996), Souvenir: The Very Best of Matia Bazar (1998) e in poche altre successive.
Da gennaio a marzo del 1978 è stato sigla di chiusura della seconda edizione del programma televisivo di intrattenimento pomeridiano Domenica in trasmesso da Rai 1.

### Versione in spagnolo
Sempre nel 1978 una versione in spagnolo con lo stesso titolo è stata pubblicata su 45 giri (catalogo Hispavox 45-1770) con Caballo blanco come lato B e compare nell'album Sencillez insieme ad altre traduzioni di successi. Quest'album è una raccolta di canzoni destinate al mercato latino, piuttosto che una versione in spagnolo del corrispondente album Semplicità pubblicato in Italia nello stesso anno.
Il brano sarà poi incluso rimasterizzato nella raccolta in CD e LP Grandes éxitos (1996).

## Limericks
Estratto dall'album Matia Bazar 1 del 1976, ha il testo costituito dalla compitazione del titolo secondo la fonetica inglese.
Il brano venne usato dalla Rai come sigla di un programma della Tv dei ragazzi. Tale utilizzo, per una consuetudine dell'epoca poi abbandonata, autorizzava registi e/o autori della trasmissione a co-firmare il testo del brano. In questo caso, gli improbabili coautori, registrati anche dalla SIAE, sono Cino Tortorella e il regista Davide Rampello.

## Tracce
Lato A
1. Mister Mandarino – 3:40 (testo: Aldo Stellita – musica: Piero Cassano, Carlo Marrale)

Lato B
1. Limericks – 3:42 (testo: Cino Tortorella, Davide Rampello, Aldo Stellita – musica: Piero Cassano, Carlo Marrale)

## Formazione
- Antonella Ruggiero - voce solista
- Piero Cassano - tastiere, chitarra, voce
- Carlo Marrale - chitarra, voce
- Aldo Stellita - basso
- Giancarlo Golzi - batteria